# Xã Warren, Quận Jo Daviess, Illinois
Xã Warren (tiếng Anh: Warren Township) là một xã thuộc quận Jo Daviess, tiểu bang Illinois, Hoa Kỳ. Năm 2010, dân số của xã này là 1.601 người.